# Karl Prachar
Karl Prachar (* 29. Oktober 1925 in Wien; † 27. November 1994 ebenda) war ein österreichischer Mathematiker. Er arbeitete auf dem Gebiet der Analytischen Zahlentheorie und ist bekannt für sein Buch über Primzahlverteilung.

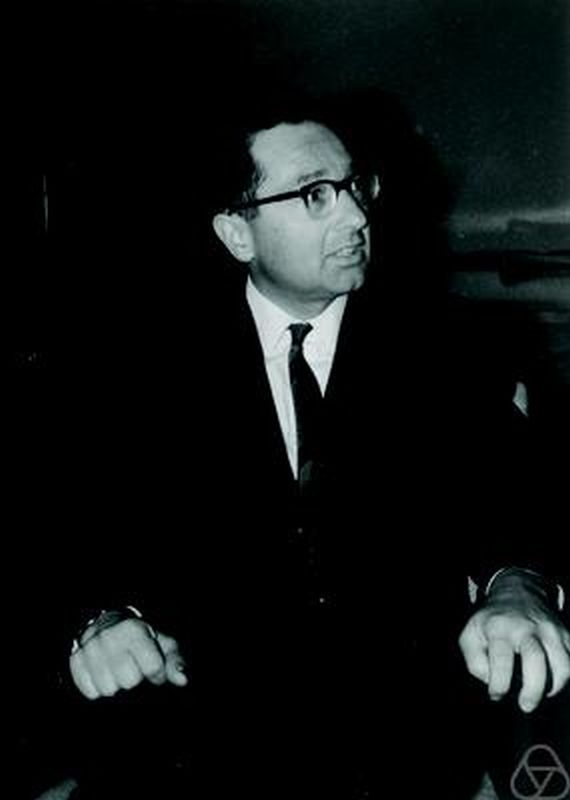
Karl Prachar, Wien 1967

Prachar wurde 1925 in Wien geboren. Seine Eltern hatten im 16. Bezirk in der Thaliastraße ein Fahrrad-/Radiogeschäft, und auch Prachar war gelernter Radiotechniker. Er studierte an der Universität Wien Mathematik und promovierte 1947 mit der Arbeit Über die quadratische Abweichung ganzzahliger Polynome von der Null, die an eine Arbeit von David Hilbert von 1894 anschloss und einen zahlentheoretischen Hintergrund hat. Zunächst beschäftigte er sich mit der Geometrie der Zahlen, die in Wien beginnend mit Arbeiten von Philipp Furtwängler und nicht zuletzt durch seinen Lehrer Edmund Hlawka eine große Tradition hatte. Außerdem beschäftigte er sich auch mit der Theorie der Unendlichen Reihen, zum Beispiel in seiner Habilitation 1950 Über bedingt konvergente Vektorreihen im Banachschen Raum, und mit Differentialgleichungen. An der Universität Wien war er Assistent von Hlawka.
Seit 1951 arbeitete er fast ausschließlich auf dem Gebiet der analytischen Zahlentheorie, angeregt durch Arbeiten von Atle Selberg und Iwan Matwejewitsch Winogradow. 1957 schrieb er das bedeutende Standardwerk Primzahlverteilung.
Seit 1960 war er ordentlicher Universitätsprofessor für Mathematik an der Universität für Bodenkultur Wien. Einer seiner Schüler war Ludwig Reich.
1993 erhielt er das Ehrenkreuz für Wissenschaft und Kunst I. Klasse.
1994 verstarb er in Wien durch den Freitod. Sein Grab befindet sich in Wien auf dem Ottakringer Friedhof (Gallitzinstraße 5, Gruppe 22, Grab Nummer 1A).

## Schriften
- Primzahlverteilung. Springer, Berlin/Göttingen/Heidelberg 1957, DNB 453830935. Reprint: 1978, ISBN 978-3-540-08558-4.